# شورية (مقاطعة)
مقاطعة شورية أو سُريَة أو (نقحرة: سوريا) (بالإسبانية: Soria) هي مقاطعة إسبانية تقع في وسط شمال الدولة، تقع ضمن حدود منطقة قشتالة وليون.
عاصمتها هي مدينة شورية، تنقسم المقاطعة إلى 183 بلدية.

## الجغرافيا
تقع مقاطعة شورية في وسط شمال إسبانيا تحدها من الشمال مقاطعة ريوخة، ومن الجنوب مقاطعة وادي الحجارة، ومن الشرق مقاطعة سرقسطة، ومن الغرب مقاطعة شقوبية ومقاطعة برغش.
تبلغ مساحة مقاطعة شورية 10.303 كم².

## الديموغرافيا
يبلغ عدد سكان مقاطعة سوريا 95.223 نسمة عام 2011 (وفقاً للمعهد الوطني للإحصاء الإسباني).
فيما يلي قائمة أكبر البلديات من حيث عدد السكان (بتاريخ 1 يناير 2011):
1. شورية 39.987 نسمة
2. ألماثان 6.005 نسمة
3. إل بورغو دي أوسما 5.268 نسمة
4. أولفيغا 3.834 نسمة
5. سان إستيبان دي غورماث 3.241 نسمة
6. أغريدا 3.174 نسمة
7. سان ليوناردو دي ياغوي 2.285 نسمة
8. غولمايو 2.133 نسمة
9. أركوس دي خالون 1.869 نسمة
10. كوفاليدا 1.859 نسمة